# Delaney Spaulding
Pour les articles homonymes, voir Spaulding.
Delaney Spaulding est une joueuse américaine de softball née le 9 mai 1995 à Upland. Avec l'équipe des États-Unis, elle a remporté la médaille d'argent aux Jeux olympiques d'été de 2020 à Tokyo.
Elle est championne du monde de softball en 2016 et 2018, médaillée d'or aux Jeux panaméricains de 2019 et finaliste de la Coupe du monde de softball en 2017.